# Käppala vattentorn

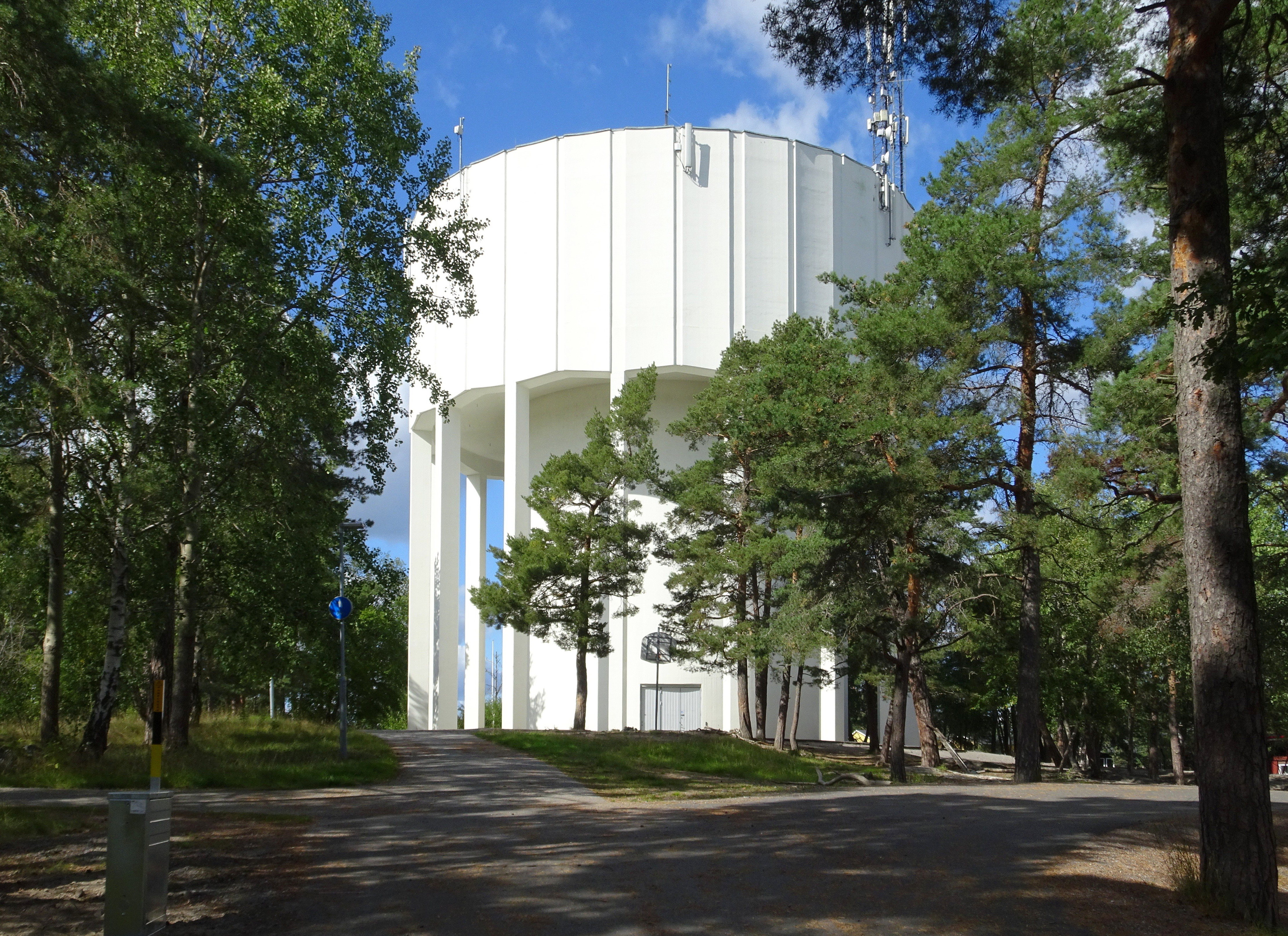
Käppala vattentorn, september 2021.

Käppala vattentorn är ett vattentorn som är beläget vid Tallbergsvägens slut i kommundelen Käppala i Lidingö kommun. Käppala vattentorn är en av tre vattentorn i kommunen, de båda andra är Hersby vattentorn och Näsets vattentorn. Käppala vattentorn kallas ibland även Brevik vattentorn den ligger dock i västra Käppala.

## Bakgrund

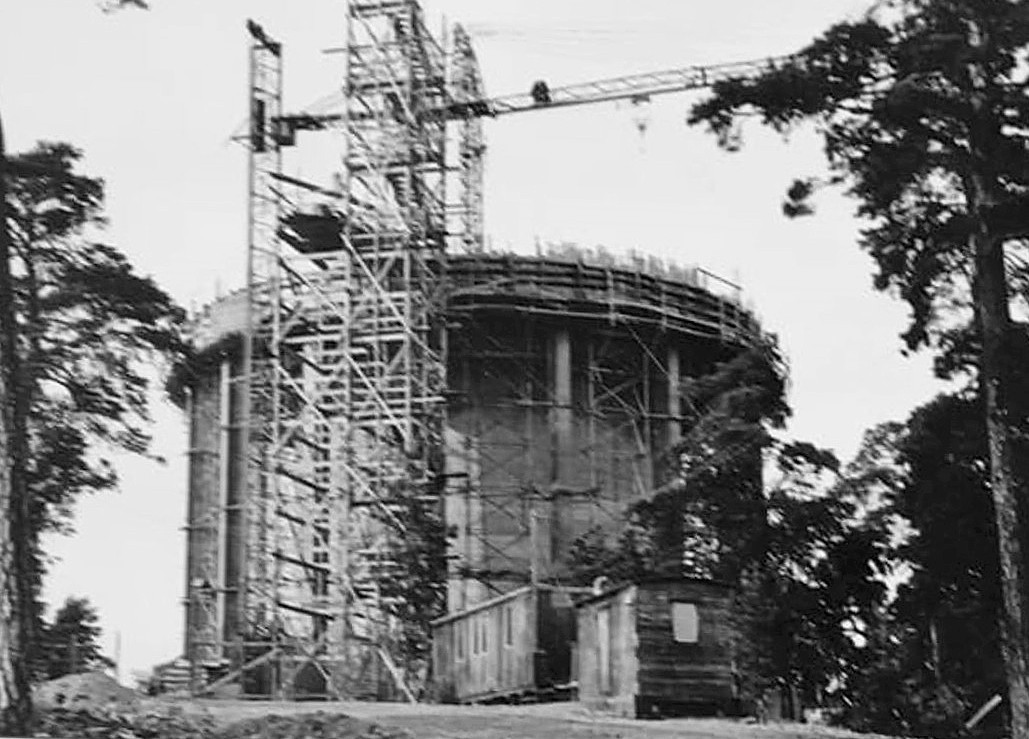
Byggarbeten 1962.

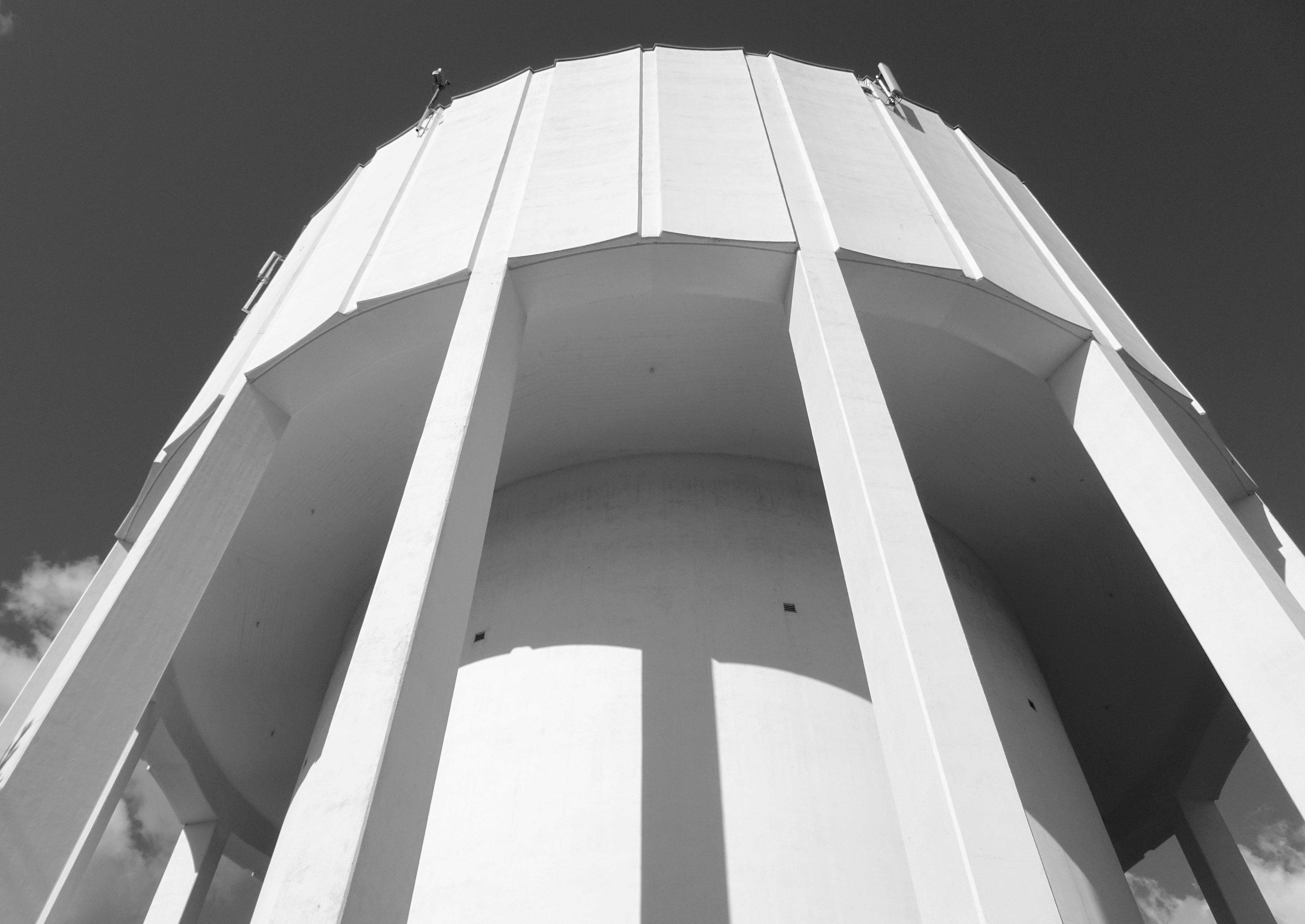
Fasaddetalj 2021.

Lidingö kommun har ingen egen produktion av dricksvatten utan köper årligen cirka 3,2 miljoner kubikmeter dricksvatten från Stockholm Vatten och Avfall. Från och med 1925 fick Lidingö sitt dricksvatten från Stockholms vattenverk. Innan dess hämtades dricksvatten från djupborrade brunnar och från Kottlasjön. Under längre tid var vattnet uppblandat med vatten från Kottlasjön där det renades i Breviks vatten- och elverk. Ledningstrycket var dock lågt och förde till problem när högt belägna flerbostadshus började uppföras. En del av problemen löstes genom Hersby vattentorn som togs i drift 1950. I december 1961 beslöt Lidingö kommun att låta uppföra ännu ett vattentorn som skulle täcka kommunens östra delar.

## Byggnadsbeskrivning
Vattentornet i Käppala uppfördes mellan mars 1962 och sommaren 1963 på Tallberghöjdens topp, 46 meter över havet. Projektör var Vattenbyggnadsbyrån (VBB) som var specialiserat på denna typ av uppdrag och tidigare även ritat vattentornet i Hersby. Byggnadsentreprenör var AB Armerad Betong som också byggde Hersby vattentorn. Byggkostnaden låg på två miljoner kronor. 
Tornet är 28 meter högt och fick en volym om 3 000 m³ vatten, högsta vattenytan är 25 meter över mark (totalt 71 m ö.h.). Formen är cylindrisk med en bredare övre del som vilar på 14 betongpelare. Överdelens fasad gestaltades med ett vertikalt mönster, betongen är målad i vit kulör. År 2015 tömdes tornet på vatten för att kunna rengöra cisternen. Vattnet leddes ut på kringliggande mark och ner till Kottlasjön. Lidingö kommun informerade de boenden att det rörde sig inte om en vattenläcka utan är en planerad åtgärd.
Tillsammans har Lidingös tre vattentorn en total volym av 11 000 m³ dricksvatten. Vattentornen utjämnar trycket i vattenledningarna och fungerar som brandvattenreserv. Vattnet kommer från Norsborgs vattenverk och Lovö vattenverk som båda hämtar sitt vatten från Mälaren.